# Dubova (Volodarka), Poliske
Dubova (în ucraineană Дубова) este un sat în comuna Volodarka din raionul Poliske, regiunea Kiev, Ucraina.

## Demografie
Componența lingvistică a localității Dubova
     Ucraineană (80%)
     Rusă (20%)
Conform recensământului din 2001, majoritatea populației localității Dubova era vorbitoare de ucraineană (80%), existând în minoritate și vorbitori de rusă (20%).